# Ibn Tufayl
Ibn Tufayl, alias Abū Bakr Muḥammad ibn ʿAbd al-Malik ibn Muḥammad ibn Ṭufayl al-Qaysī al-Andalusī, in arabo أبو بكر محمد بن عبد الملك بن محمد بن طفيل القيسي الأندلسي più noto in occidente come Abubacer Aben Tofail (Guadix, 1105 – Marrakech, 1185), è stato uno scrittore, filosofo e teologo arabo della Spagna islamica, vissuto in epoca almohade, è famoso per aver scritto la prima novella filosofeggiante, nota con il titolo Il figlio vivente del vigilante o Il filosofo autodidatta. Come fisico è stato un fautore delle dissezioni e delle autopsie..

## Vita
Nacque nella Spagna islamica, a Guadix, distante una sessantina di chilometri da Granada, fu allievo di Avempace (Ibn Bajja) e fu lui stesso a indicare Averroè come suo successore presso la corte del visir almohade nella penisola iberica.

Il libro per il quale è divenuto celebre, Il filosofo autodidatta, è un romanzo filosofeggiante e una novella allegorica, ispirata dal sufismo e dall'avicennismo. Da quest'ultimo, Ibn Tufayl prese spunto per il titolo e per una parte della caratterizzazione dell'opera, ma il testo si distinse per una ventata di originalità e creatività, anticipando in qualche modo opere del calibro di Robinson Crusoe di Daniel Defoe  e l'Emilio di Rousseau.

La sua opera ebbe una grande influenza sulla letteratura araba e europea,
ma anche sugli sviluppi della filosofia araba ed europea.

Il filosofo autodidatta nacque, comunque, soprattutto dall'esigenza di fornire una risposta allo scritto di al-Ghazali L'incoerenza della filosofia (Tahāfut al-falāsifa) e dalla spinta a partecipare al vasto dibattito filosofico e teologico che animò l'epoca di Ibn Tufayl.
In questo romanzo l'autore immagina che esista al mondo un'isola, dove i bambini nascano senza genitori. Il protagonista Hayy ibn Yaqzan viene educato al rispetto per la natura e per gli animali, al lavoro artigianale laborioso e alla conoscenza del mondo spirituale e religioso.

Infine, in tarda età il protagonista si convertirà all'Islam.

In questa opera vi è una parte sostanziale del pensiero dell'autore, che discusse sulla compatibilità fra filosofia e religione, arrivando alla conclusione che entrambe conducono allo stesso punto di arrivo, seppur percorrendo strade diverse, l'una più sofisticata e non accessibile a tutti, l'altra invece più immediata e universale.
L'opera venne tradotta in latino da Pico della Mirandola intorno al 1492 a partire da una versione in ebraico.